# Mycteris
Mycteris là một chi bướm ngày thuộc họ Bướm nâu.